# Johanna Nichols
Johanna Nichols es una lingüista estadounidense especializada en lenguas eslavas y tipología lingüística. En la actualidad es profesora emérita en el Departamento de lenguas eslavas de la University of California, Berkeley. 
Ha realizado importantes trabajos de campo sobre varias lenguas del Cáucaso, especialmente el checheno y el ingush. Además ha publicado numerosos estudios sobre lenguas eslavas, la reconstrucción lingüística del norte de Eurasia (especialmente lenguas habladas en la antigua Unión Soviética) y tipología lingüística. 
A Nichols se debe el establecimiento, hoy corriente en tipología lingüística, de la diferenciación entre "marca en el regente" ("head marking") y "marca en el dependiente" ("dependent marking") y la correspondiente oposición entre lenguas de marca en el regente y de marca en el dependiente ("head marking" y "dependent marking" languages).
Su obra Linguistic Diversity in Space and Time, obtuvo el Leonard Bloomfield Book Award que otorga la Linguistic Society of America en 1994.

## Publicaciones
- Predicate Nominals: A Partial Surface Syntax of Russian. Berkeley: University of California Press, 1981. ISBN 0-520-09626-6.
- Grammar Inside and Outside the Clause: Some Approaches to Theory from the Field. Ed. por Johanna Nichols y Anthony C. Woodbury. Cambridge [Cambridgeshire]; New York: Cambridge University Press, 1985. ISBN 0-521-26617-3.
- Evidentiality: The Linguistic Coding of Epistemology. Ed. por Wallace Chafe y Johanna Nichols. Norwood, N.J.: Ablex Pub. Corp., 1986. ISBN 0-89391-203-4
- "Head-Marking and Dependent-Marking Grammar" por Nichols, Johanna. en Language 66. 56-119, 1986
- Linguistic Diversity in Space and Time. Chicago: University of Chicago Press, 1992. ISBN 0-226-58056-3.
- Sound Symbolism. Ed. por Leanne Hinton, Johanna Nichols, y John J. Ohala. Cambridge [England]; New York, NY: Cambridge University Press, 1994. ISBN 0-521-45219-8.
- Chechen-English and English-Chechen Dictionary = Noxchiin-ingals, ingals-noxchiin deshnizhaina. London; New York: Routledge Curzon, 2004. ISBN 978-0-203-56517-9. Johanna Nichols, Ronald L. Sprouse, and Arbi Vagapov.
- Ingush Grammar. Berkeley: University of California Press, 2010. ISBN 0-520-09877-3.